# Ärkespeglaren
Ärkespeglaren är en bok i fantasy genren skriven av Stephen R. Donaldson.

Kampen om Mordant – Fjärde boken, gavs ut 1996 av Bokförlaget Natur och Kultur (Legenda). 

Översättning av Olle Sahlin. Amerikanska originalets titel är Mordant’s Need (Book 2)  - A Man Rides Through – Book IV. New York 1987. 

ISBN 91-27-06367-4

## Handling
Kung Joyse har samlat Mordant’s alla spegelmästare i sitt slott Orison. Han har förstått att för att kunna kontrollera att alla dessa märkliga spegelkunskaper inte ska kunna missbrukas så har ’Samlingen bildats. Men Mordant är hotat av fientliga arméer och rebelliska spegelmästare. Men det finns förrädare i Samlingen, frågan är bara vilka dessa är. En av Mordant’s kunnigaste spegelmäster, Eremis, har visat sig vara en av dessa. Han och hans medlöpare anfaller Orison, kung Joyse’s säte, genom sina speglingar och deras mål är att, förutom att vålla förödelse, tillfångata Terisa vilket de efter mycket möda lyckas med. Terisa, flickan från New York, misstängs ha krafter som ingen annan beskådat vilket gör henne till både förrädare och ett hopp i den kommande striden.

I det tumult som uppstår då Terisa’s förmågor avslöjas så försvinner kung Joyse spårlöst och befälhavaren över Orison’s garnison dödas. Orison försöker att förhandla fram en allians med den belägrande armén Alend. Eremis vill härska över allt och kung Festen och hans Alendarmé ger sig inte utan strid. Nu ska det sista slaget avgöras. Kampen om Mordant går mot sin kulmen.